# Toni Vilander
Toni Markus Vilander (Kankaanpää, 25 luglio 1980) è un pilota automobilistico finlandese.

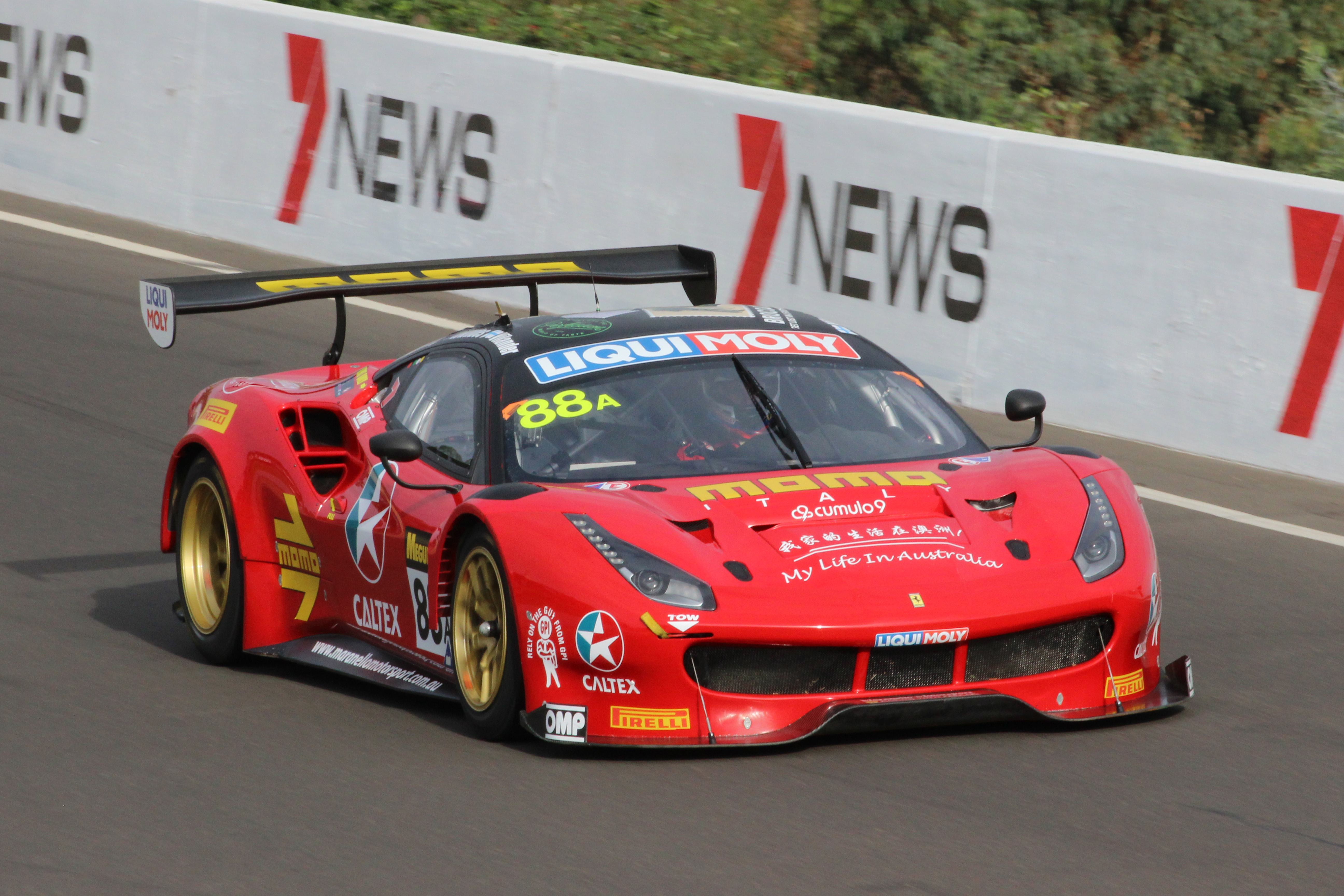
Vilander alla 12 ore di Bathurst 2017 su una Ferrari GT3

Attualmente è pilota ufficiale Ferrari in varie categorie di corse automobilistiche.
Dopo una carriera sulle monoposto dove ha raggiunto il livello della serie GP2 nel 2005, Vilander è passato alle gare GT. Ha disputato numerose gare con la AF Corse, vincendo le gare di classe LMGTE-PRO della 24 Ore di Le Mans 2012 e 2014 con Giancarlo Fisichella e Gianmaria Bruni e i titoli di classe GT2 del Campionato FIA GT nel 2007 e 2008, e nella classe GTE Pro nel 2014 sempre con AF Corse e Gimmi Bruni. Nel 2017 ha vinto la 12 Ore di Bathurst con la Ferrari 488 GT3 del Maranello Motorsport ed in equipaggio con i campioni Supercars Jamie Whincup e Craig Lowndes. Nel 2018 con la Ferrari 488 GT3 del R.Ferri ha vinto il titolo Pirelli World Challenge e l'anno successivo sempre con la stessa squadra il titolo Blancpain GT World Challenge America.

## Risultati

### Risultati 24 Ore di Le Mans
| Anno | Team               | Co-Pilota                             | Auto                   | Classe    | Giri | Pos. | Class Pos. |
| ---- | ------------------ | ------------------------------------- | ---------------------- | --------- | ---- | ---- | ---------- |
| 2008 | AF Corse           | Thomas Biagi Christian Montanari      | Ferrari F430 GT2       | GT2       | 111  | Rit  | Rit        |
| 2010 | AF Corse           | Giancarlo Fisichella Jean Alesi       | Ferrari F430 GT2       | GT2       | 323  | 16°  | 4°         |
| 2011 | AF Corse           | Giancarlo Fisichella Gianmaria Bruni  | Ferrari 458 Italia GT2 | GTE Pro   | 314  | 13°  | 2°         |
| 2012 | AF Corse           | Giancarlo Fisichella Gianmaria Bruni  | Ferrari 458 Italia GT2 | LMGTE Pro | 336  | 17°  | 1°         |
| 2013 | AF Corse           | Kamui Kobayashi Olivier Beretta       | Ferrari 458 Italia GT2 | LMGTE Pro | 312  | 20°  | 5°         |
| 2014 | AF Corse           | Gianmaria Bruni Giancarlo Fisichella  | Ferrari 458 Italia GT2 | LMGTE Pro | 339  | 13°  | 1°         |
| 2015 | AF Corse           | Gianmaria Bruni Giancarlo Fisichella  | Ferrari 458 Italia GT2 | LMGTE Pro | 330  | 25°  | 3°         |
| 2016 | Risi Competizione  | Giancarlo Fisichella Matteo Malucelli | Ferrari 488 GTE        | LMGTE Pro | 340  | 20°  | 2°         |
| 2017 | Risi Competizione  | Giancarlo Fisichella Pierre Kaffer    | Ferrari 488 GTE        | LMGTE Pro | 72   | Rit  | Rit        |
| 2018 | AF Corse           | Pipo Derani Antonio Giovinazzi        | Ferrari 488 GTE Evo    | LMGTE Pro | 341  | 20°  | 5°         |
| 2019 | WeatherTech Racing | Cooper MacNeil Robert Smith           | Ferrari 488 GTE Evo    | LMGTE Am  | 333  | 33°  | 3°         |
| 2020 | WeatherTech Racing | Cooper MacNeil Jeff Segal             | Ferrari 488 GTE Evo    | LMGTE Pro | 185  | Rit  | Rit        |
| 2022 | AF Corse           | Simon Mann Christoph Ulrich           | Ferrari 488 GTE Evo    | LMGTE Am  | 339  | 41°  | 8°         |

### Campionato del mondo endurance
| Anno    | Squadra  | Classe    | Vettura                | SEB | SPA | LMS | SIL | SÃO | BHR | FUJ | SHA |     | Punti | Pos |
| ------- | -------- | --------- | ---------------------- | --- | --- | --- | --- | --- | --- | --- | --- | --- | ----- | --- |
| 2012    | AF Corse | LMGTE Pro | Ferrari 458 Italia GT2 |     |     | 1   |     |     | 1   |     |     |     | 1.5   | 75° |
| Anno    | Squadra  | Classe    | Vettura                | SIL | SPA | LMS | SÃO | COA | FUJ | SHA | BHR |     | Punti | Pos |
| 2013    | AF Corse | LMGTE Pro | Ferrari 458 Italia GT2 | 2   | 3   | 4   |     | 3   | 9   | 5   | 1   |     | 108   | 5°  |
| Anno    | Squadra  | Classe    | Vettura                | SIL | SPA | LMS | COA | FUJ | SHA | BHR | SÃO |     | Punti | Pos |
| 2014    | AF Corse | LMGTE Pro | Ferrari 458 Italia GT2 | 4   | 1   | 1   | 3   | 1   | Rit | 1   | 4   |     | 168   | 1°  |
| Anno    | Squadra  | Classe    | Vettura                | SIL | SPA | LMS | NÜR | COA | FUJ | SHA | BHR |     | Punti | Pos |
| 2015    | AF Corse | LMGTE Pro | Ferrari 458 Italia GT2 | 1   | 4   | 4   | 14  | 7   | 1   | 2   | 2   |     | 131.5 | 2°  |
| Anno    | Squadra  | Classe    | Vettura                | SIL | SPA | LMS | NÜR | MEX | COA | FUJ | SHA | BHR | Punti | Pos |
| 2017    | AF Corse | LMGTE Pro | Ferrari 488 GTE        |     |     |     | 11  |     |     |     |     |     | 0.5   | 25° |
| Anno    | Squadra  | Classe    | Vettura                | SEB | SPA | LMS | MON | FUJ | BHR |     |     |     | Punti | Pos |
| 2022    | AF Corse | LMGTE Am  | Ferrari 488 GTE Evo    | 7   | 11  | 7   | 7   | 10  |     |     |     |     | 28*   |     |
| Legenda |          |           |                        |     |     |     |     |     |     |     |     |     |       |     |

* Stagione in corso.